# 連絡先 (Apple)
連絡先（れんらくさき）は、Appleが開発・提供する、住所録管理データベースアプリケーション。2001年のMac OS X v10.0から搭載されており、Mac OS X v10.2 Jaguarから刷新された。以前はアドレスブックという名称だったが、OS X Mountain Lionで今の名称に変更された。
iOS、iPadOSにも搭載されており、watchOSではwatchOS 8から連絡先アプリが追加された。
カレンダーやメール、メッセージなど、他のアプリケーションからも連絡先のデータベースにアクセスでき、これらのソフトと連携して様々な作業が行えるほか、iSyncを使って他のMacや携帯電話、PDA、CardDAVサーバなどの住所録との同期もできる。
なお、最新のバージョンでは、アドレスブックに登録されている住所の場所を、Google マップ上に表示させる機能が追加されている。